# Municipio de San Pedro Sacatepéquez (kommun i Guatemala)
Municipio de San Pedro Sacatepéquez är en kommun i Guatemala.   Den ligger i departementet Guatemala, i den centrala delen av landet, 15 km väster om huvudstaden Guatemala City.